# گره‌های خواهر مری جوزف
گره‌های خواهر مِری جوزف (انگلیسی: Sister Mary Joseph nodule) یا نشانهٔ خواهر مِری جوزف به گره‌های قابلِ لمسِ درون حفرهٔ ناف و اطراف آن، هنگام معاینه شکمی گفته می‌شود که نشانهٔ متاستاز سلول‌های سرطانی از شکم یا لگن بدان ناحیه است. این گره‌ها گاهی هنگام لمس دردناک هستند.
توده‌های اطراف ناف همیشه گره‌های خواهر مِری جوزف نیستند. سایر شرایطی که می‌تواند باعث ایجاد توده‌های دور ناف قابل لمس شود عبارتند از فتق ناف، عفونت و آندومتریوز. تصویربرداری پزشکی، مانند سونوگرافی شکم، ممکن است برای افتراق این گره‌ها از سایر توده‌ها استفاده شود.
بدخیمی‌های دستگاه گوارش تقریباً نیمی از علل زمینه‌ای بروز این گره‌ها هستند (معمولاً سرطان معده، سرطان روده بزرگ یا سرطان لوزالمعده (بیشتر در دم و تنهٔ لوزالمعده) و وجود این گره‌ها در مردان بیشتر حاکی از حضور یک سرطان زمینه ای دستگاه گوارش است. سرطان‌های زنانه حدود ۱ مورد از ۴ مورد گره‌های خواهر مری جوزف را تشکیل می‌دهند (در درجه اول سرطان تخمدان و همچنین سرطان رحم). این ندول‌ها به‌ندرت ناشی از نشت سلول‌های سرطان آپاندیس یا میکسوم کاذب صفاقی است. تومورهای اولیه ناشناخته و بسیار به‌ندرت، بدخیمی‌های دستگاه ادراری یا دستگاه تنفسی نیز ممکن است به ناف و اطراف آن متاستاز دهند. نحوه دقیق رسیدن متاستازها به ناف تا حد زیادی ناشناخته باقی مانده است. مکانیسم‌های پیشنهادی برای گسترش سلول‌های سرطانی به ناف شامل گسترش مستقیم از طریق لنفاوی که در کنار سیاهرگ نافی مسدودشده قرار دارند، گسترش خون‌زا یا از طریق ساختارهای باقی‌مانده مانند رباط فالسیفرم، رباط میانی ناف یا باقی‌مانده مجرای ویتلین است. ندول خواهر مری جوزف با متاستازهای صفاقی متعدد و پیش‌آگهی ضعیف همراه است.
نشانهٔ خواهر مِری جوزف نامش را از خواهر راهبه «مِری جوزف دمپسی» (نام شناسنامه‌ای: جولیا دمپسی) یک خواهر روحانی کاتولیک می‌گیرد که از سال ۱۸۹۰ تا ۱۹۱۵، دستیار جراح مشهور آمریکایی ویلیام جیمز میو در بیمارستان سنت مری در راچستر، مینه‌سوتا بود. او بود که توجه این جراح را به این پدیده جلب کرد و ویلیام جیمز میو آن را مقاله‌ای در سال ۱۹۲۸ منتشر کرد. سرانجام نام این خواهر روحانی در سال ۱۹۴۹ توسط جراح بریتانیایی هنری همیلتون بیلی بر روی این توده‌ها گذاشته شد و تا به امروز به همین نام شناخته می‌شود.